# 埃爾金鎮區 (伊利諾伊州凱恩縣)
埃爾金鎮區（英語：Elgin Township）是位於美國伊利諾伊州凱恩縣的一個行政鎮區。

## 地方資料
根據2010年美國人口普查的數據，埃爾金鎮區的面積為84.40平方千米，當中陸地面積為82.70平方千米，而水域面積為1.70平方千米。當地共有人口104368人，而人口密度為每平方千米1,236.59人。